# Zakladatelská listina
Zakladatelská listina je právní dokument mající formu notářského zápisu, kterým samostatná osoba zakládá obchodní společnost. Je-li zakladatelů více, pak se společnost zakládá společenskou smlouvou.
Zakladatelská listina obsahuje stejné podstatné části jako společenská smlouva. V praxi se využívá u kapitálových společností společnosti s ručením omezeným, akciové společnosti, u osobních společností a družstva je třeba více osob - u prvně zmíněné nejméně dvě osoby, u družstva alespoň tři. Náležitosti zakladatelské listiny jsou dány zejména zákonem o obchodních korporacích a částečně i občanským zákoníkem a případně dalšími právními předpisy.